# Flávia Delaroli
Flávia Renata Delaroli Cazziolato (Ipatinga, 28 dicembre 1983) è una nuotatrice brasiliana.
Ha partecipato alle Olimpiadi di Atene 2004, arrivando ottava nella finale dei 50 m sl.

## Palmarès
- Giochi PanPacifici

Victoria 2006: bronzo nei 50m sl.
- Giochi panamericani

Winnipeg 1999: bronzo nella 4x100m sl.
Santo Domingo 2003: argento nei 50m sl e bronzo nella 4x100m sl.
Rio de Janeiro 2007: argento nei 100m sl e bronzo nei 50m sl.
Guadalajara 2011: argento nella 4x100m sl.
- Giochi sudamericani

Medellin 2010: oro nei 50m sl e nella 4x100m sl.